# Hébécourt, Eure
Hébécourt là một xã thuộc tỉnh Eure trong vùng Normandie miền bắc nước Pháp.